# Nedošínský háj

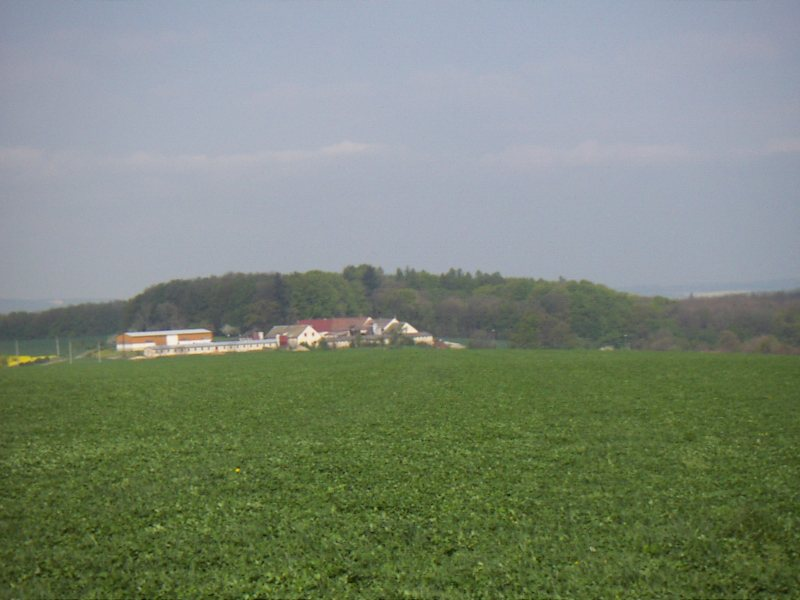
Blick auf den Wald Nedošínský háj, im Vordergrund der Gutshof Štít

Nedošínský háj ist ein Wald, gelegen am Ufer der Loučná am Stadtrand von Litomyšl in Tschechien. Er ist vor allem durch seine Geschichte bekannt, es handelt sich aber auch um ein ökologisch wertvolles Gebiet und ein Naturdenkmal. 
Ursprünglich befand sich hier ein herrschaftliches Wildgehege, das bereits im 14. Jahrhundert Eingang in schriftliche Quellen fand. Ab dem 17. Jahrhundert wurde es als Niederwald genutzt. Zu Beginn des 19. Jahrhunderts gestalteten die Besitzer, die Waldstein-Wartenbergs, den Wald zu einem Landschaftspark um und statteten ihn mit Pavillons und anderen kleinen Bauten im Stil der Romantik aus. Auf dem Gelände entstand ein Bad und ein Restaurant mit Tanzsaal und die Einwohner von Litomyšl nutzten den Park als beliebtes Ausflugsziel. In Tschechien ist Nedošínský háj vor allem als Schauplatz eines Werkes des Schriftstellers Alois Jirásek bekannt. Der Roman Filozofská historie schildert die studentischen Maifeste, die hier stattfanden, und den Umbau des Nutzwaldes zur Parklandschaft. In der zweiten Hälfte des 19. Jahrhunderts kam der Park aus der Mode, die Bauwerke verfielen und wurden abgerissen. Erhalten hat sich nur eine steinerne Kapelle mit einem Brunnen, die Antonius von Padua geweiht ist. 1933 kaufte die Stadt Litomyšl das Grundstück. 1940 erklärten Vertreter der Siedlungen der Stadt Litomyšl den Wald zu einem Vogel- und Pflanzenschutzgebiet, was allerdings die deutsche Besatzungsmacht nicht akzeptierte. Gleich nach dem Ende des Zweiten Weltkrieges wurde das Schutzgebiet von der Stadtverwaltung erneuert. 1949 erhielt der Wald den Status eines Naturreservats mit einer Größe von 30,73 Hektar. Seit 1992 ist es ein Naturdenkmal. 
In der Gegenwart ist die flache Anhöhe mit einem Traubeneichen-Hainbuchenwald bestanden, der im Norden am Flussufer in eine Erlen-Eschen-Hartholzaue übergeht. Die Eichen sind bis zu 300 Jahre alt. Die ursprüngliche Nutzung begünstigte eine relativ naturnahe Zusammensetzung der Vegetation. Durch den Wald führt ein Naturlehrpfad mit neun Stationen.